# Joan III de Brabant
Joan III de Brabant (Brussel·les, 1300 – 5 de desembre de 1355), també anomenat Joan III, el Triomfant, Ducat de Brabant, Lothier, i Limburg (1312–;1355). era el fill de Joan II de Brabant i de Margarida d'Anglaterra, filla del rei Eduard I d'Anglaterra i d'Eleonor de Castella.

## Joan i les ciutats de Brabant
A primers del segle xiv, un temps de boom econòmic per Brabant, marca la pujada del ciutats ducals, que depenien de la llana anglesa per a la seva essencial indústria de roba. Durant la minoria de Joan, les ciutats principals de Brabant tenien l'autoritat de nomenar els consellers per a dirigir una regència, sota els termes de la Carta de Kortenberg concedida pel seu pare l'any de la seva mort (1312).
El començament del seu regnat va estar marcat pel descontentament, perquè els béns dels brabançons a l'estranger foren confiscats a causa dels deutes dels ducs Joan I i Joan II, i en segon lloc el fet que els assessors del jove duc no complien la Carta de Kortenberg. A canvi del compliment de la Carta, d'inclusió en les finances d'una curadoria ducal i de nous privilegis a les ciutats de Brabant, aquestes van acceptar pagar els deutes del duc. El 1315 Joan III va ajudar Adolf de la Marck, bisbe de Lieja per lluitar contra els seus súbdits rebels. Durant els anys següents, va lluitar amb diversos senyors veïns.
L'alineació marital amb França es va provar sense èxit el 1316, quan de Lluís X de França va demanar Brabant de cessar el comerç amb Flandes per participar en un atac a França; els consellers que representaven les ciutats ho van trobar impossible, i en la represàlia per la negativa Lluís va prohibir tot el comerç francès amb Brabant el febrer de 1316, en la violació d'un tractat d'amistat que havia signat amb Brabant l'octubre previ. El rei de França pretenia aïllar comercialment Flandes, el que era contrari als interessos econòmics de Brabant.
Al començament de la Guerra dels Cent Anys, va posar del costat d'Eduard III d'Anglaterra i el va acompanyar en les seves expedicions. En represàlia, Felip VI de Valois va fer confiscar la propietat dels brabançons a França el que va provocar la revolta dels burgesos de Brussel·les contra el seu duc. Joan III va intervenir enèrgicament i va decapitar a un dels líders. Des 1340, es va distanciar de l'aliança anglesa, i va preferir aliar-se amb França i casar les seves filles amb aliats del regne de França, el duc de Luxemburg, el comte de Flandes i el duc de Gueldre.

## L'hereva de Brabant
El 1355, quan varen morir els seus dos fills, Joan es va veure forçat a declarar hereva la seva filla Joana, el que provocaria una crisi de successió després de la seva mort. Joan III està enterrat a l'abadia cistercenca de Villers (actualment a Bèlgica). El 1356 la seva filla i gendre van ser forçats a acceptar el document conegut com a «Entrada triomfal» de gener de 1356 com a condició pel seu reconeixement, després del conflicte de l'herència ducal.

## Matrimoni
El 1311, en un gest del seu pare d'acostament amb França, Joan es va casar amb Maria d'Evreux († 1335), filla del compte Lluís d'Evreux i Margarida d'Artois. Van tenir sis fills:
- Joana, duquessa de Brabant (1322–1406)
- Margarida de Brabant (9 de febrer, 1323 – 1368), casada a Saint-Quentin el 6 de juny de 1347 amb Lluís II de Flandes
- Maria de Brabant (1325 – 1 de març de 1399), senyora de Turnhout, casada a Tervuren l'1 de juliol de 1347 amb Renald III de Gueldre
- Joan (1327–1335/36)
- Enric († després del 29 d'octubre de 1349)
- Godofreu († després del 3 de febrer, de 1352)